# Exocentrus rufinitibialis
Exocentrus rufinitibialis är en skalbaggsart som beskrevs av Stefan von Breuning 1970. Exocentrus rufinitibialis ingår i släktet Exocentrus och familjen långhorningar. Inga underarter finns listade i Catalogue of Life.